# Лауреаты Государственной премии Российской Федерации за 2018 год
Лауреаты государственной премии Российской Федерации за 2018 год были названы указами Президента Российской Федерации № 692 от 4 декабря 2018 года, 234, 235, 236 от 10 июня 2019 года и объявлены в тот же день.
По традиции торжественная церемония вручения государственных премий Российской Федерации прошла в День России 12 июня 2019 года в Георгиевском зале Большого Кремлёвского дворца.

## Лауреаты в области правозащитной и благотворительной деятельности
- Терентьев, Михаил Борисович, председатель Общероссийской общественной организации «Всероссийское общество инвалидов»

- Амбиндер, Лев Сергеевич, президент благотворительного фонда помощи тяжело больным детям, сиротам и инвалидам «РУСФОНД»

## Лауреаты в области науки и технологий
За создание фундаментальных основ и инструментальных решений проблем регистрации гравитационных волн.
- Митрофанов, Валерий Павлович, профессор кафедры физики колебаний отделения радиофизики и электроники физического факультета Московского государственного университета.

- Пустовойт, Владислав Иванович, академик РАН, научный руководитель Научно-технологического центра уникального приборостроения РАН.

- Хазанов, Ефим Аркадьевич, член-корреспондент РАН, заместитель директора по научной работе Федерального исследовательского центра Институт прикладной физики РАН.

За научное обоснование и внедрение в клиническую практику новой концепции снижения заболеваемости и смертности у пациентов со стенотическими заболеваниями трахеи.
- Порханов, Владимир Алексеевич, академик РАН, главный врач Научно-исследовательского института – краевой клинической больницы № 1 имени профессора С. В. Очаповского Министерства здравоохранения Краснодарского края.

- Паршин, Владимир Дмитриевич, член-корреспондент РАН, заведующий хирургическим торакальным отделением Университетской клинической больницы № 1 Первого Московского государственного медицинского университета имени И.М.Сеченова Министерства здравоохранения Российской Федерации (Сеченовский университет).

- Харченко, Владимир Петрович, академик РАН, научный руководитель Российского научного центра рентгенорадиологии Министерства здравоохранения Российской Федерации.

За выдающийся вклад в востоковедение (арабистика и исламоведение).
- Наумкин, Виталий Вячеславович, академик РАН, научный руководитель Института востоковедения РАН.

## Лауреаты в области литературы и искусства
За вклад в развитие отечественной литературы.
- Басинский, Павел Валерьевич, обозреватель отдела культуры «Российской газеты», доцент кафедры литературного мастерства Литературного института имени А. М. Горького.

За вклад в развитие отечественной и мировой музыкальной культуры.
- Луганский, Николай Львович, профессор кафедры специального фортепиано Московской консерватории.

За вклад в сохранение историко-культурного и природного наследия России.
- Шатковская, Елена Флегонтовна, директор «Национального парка "Кенозерский"».

## Лауреаты в области гуманитарной деятельности
- Щедрин, Родион Константинович, композитор.